# José Manuel Martín Alba
José Manuel Martín Alba (Alcaucín, Málaga, 1953), conocido artísticamente como Pepe Calayo, es un  político español y alcalde del municipio andaluz de Alcaucín desde 1991 a 2009

## Biografía
Albañil de profesión y cantaor de flamenco, bajo el nombre artístico de Pepe Calayo, Martín Alba es licenciado en Traducción y en Comunicación Audiovisual, y Máster de Periodismo, es hijo de Julio Martín y tío del concejal José Luis Guerrero. Martín empezó en el Partido Andalucista en 1987, formación con la que fue edil de Fiestas, después ocupó la alcaldía de Alcaucín en 1991, fecha en la que también se convirtió en secretario general del PSOE local. 
En 2009 fue arrestado junto a sus dos hijas, el jefe del servicio de arquitectura municipal de la Diputación Provincial de Málaga, y varios promotores inmobiliarios en el marco de la Operación Arcos contra la corrupción urbanística.